# یوها
یوها (انگلیسی: Juha) فیلمی در سبک کمدی رمانتیک و درام به کارگردانی آکی کائوریسماکی است که در سال ۱۹۹۹ منتشر شد.
آکی کائوریسماکی این فیلم را با اقتباسی آزاد از رمان معروف نویسنده فنلاندی یوهانی آهو ساخت. این چهارمین بار بود که این رمان دستمایه داستان فیلمی می‌شد. قصه اصلی داستان در قرن هجدهم می‌گذرد اما کوریسماکی آن را به دوران معاصر و دهه ۱۹۷۰ منتقل می‌کند. داستان یک مثلث عشقی را روایت می‌کند که زن روستایی ساده‌ای پس از آن که عاشق یک شهری حقه‌باز می‌شود، همسرش را ترک می‌کند.
یوها فیلمی صامت و سیاه و سفید است که گفتگوها در آن به صورت میان‌نویس به نمایش در می‌آیند.

## بازیگران
- کاتی اوتینن
- ساکاری کوسمانن
- الینا سالو
- اوتی مائنپا